# Nationales Forschungszentrum für Archäologie
Nach Inkrafttreten des neuen Kulturgesetzes vom 25. Februar 2022 wurde das Centre National de Recherche Archéologique (CNRA) zum Institut national de recherches archéologiques (INRA). Das INRA ist für die Inventarisierung, die Erforschung, den Schutz und die Aufwertung des archäologischen Kulturerbes von Luxemburg zuständig. Die Räumlichkeiten des INRA befinden sich in Bertrange und umfassen Büros, Forschungslabore, Werkstätten für archäologische Restaurierung und Lagerräume. Seine Aufgabe ist es, Überreste aus vergangenen Epochen in Luxemburg zu erforschen, zu konservieren und zugänglich zu machen (unter anderem durch archäologische Ausgrabungen, Publikationen, Ausstellungen, Vorträge, Führungen usw.). 

Archäologe bei der Dokumentation des Profils einer eisenzeitlichen Grube

## Aufgaben
Das INRA untersucht im Vorfeld von Bauprojekten, oder aus Forschungsgründen Grundstücke und Gelände (Prospektionen und Ausgrabungen), um Informationen über die Geschichte, die Umwelt, die Wirtschaft und die Kultur der Gesellschaften in früheren Zeiten zu sammeln. Dazu werden verschiedene Prospektions- und Ausgrabungsmethoden eingesetzt. 
Das INRA arbeitet mit anderen Forschungsinstituten, Bibliotheken, Archiven und freiwilligen Mitarbeitern im In- und im Ausland zusammen. 

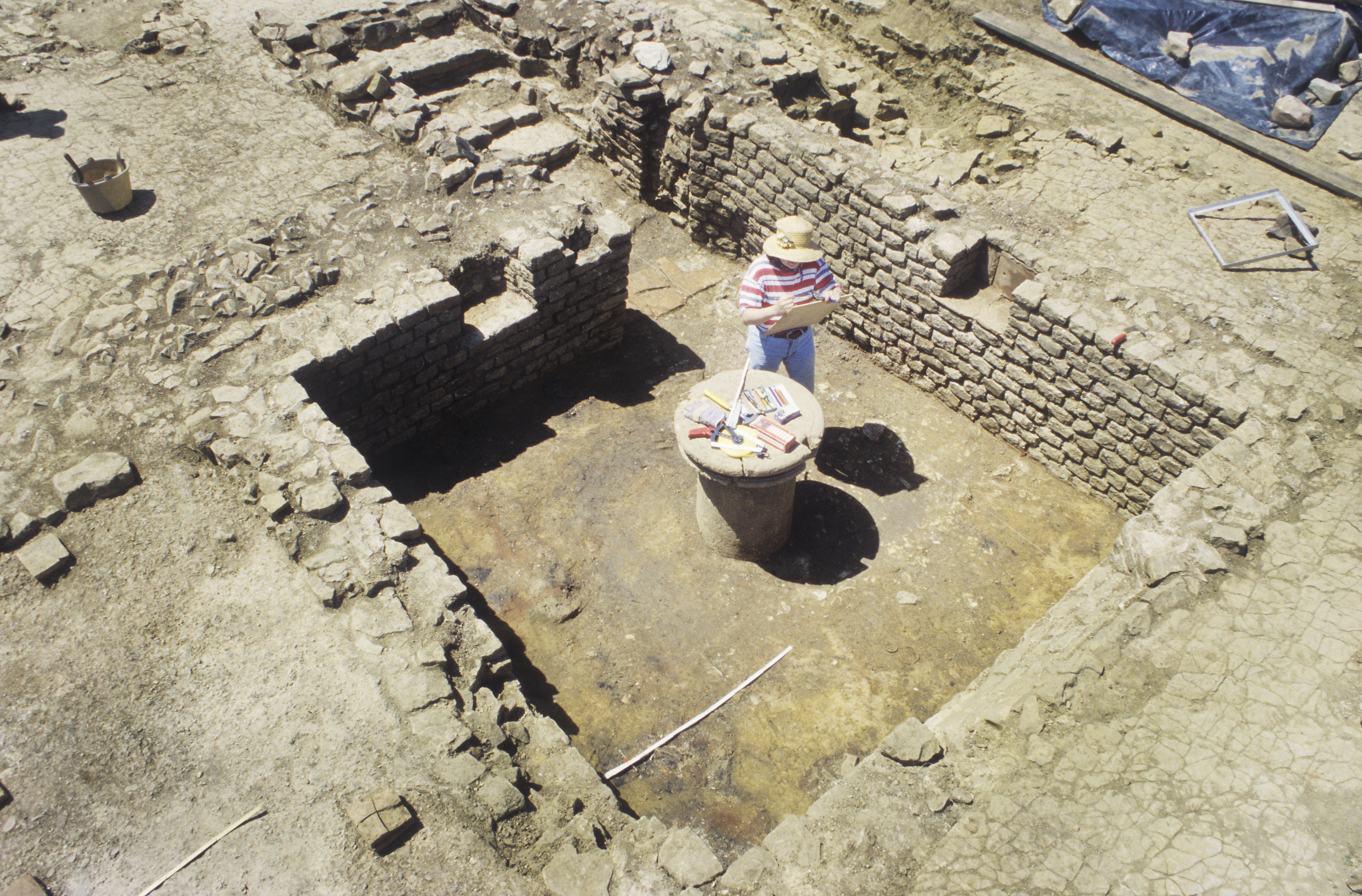
Dokumentation eines Kellers in der römischen Villa von Bartringen

Die Mitarbeiter des INRA organisieren regelmäßig Vorträge, Konferenzen und Ausstellungen. Ein Hauptteil seiner Arbeit liegt im Untersuchen von archäologischen Fundstellen und dem Herausgeben von archäologischen Publikationen.

## Publikationen
- Empreintes. – Annuaire du Musée national d'histoire et d'art / Centre national de recherche archéologique (jährlich, von 2008 bis 2011)
- Archaeologia luxemburgensis - Bulletin de l'Institut national de recherches archéologiques. (jährlich, seit 2014)
- Archaeologia mosellana - Archéologie en Sarre, Lorraine et Luxembourg. (unregelmäßig, seit 1989)
- Musée national d'histoire et d'art & Centre national de recherche archéologique: Unter unseren Füßen. Sous nos pieds. Archäologie in Luxemburg. Archéologie au Luxembourg 1995-2010. Publications du Musée national d'histoire et d'art Luxembourg Nr. 14. Luxembourg 2011. ISBN 978-2-87985-161-7 (Katalog der Ausstellung am Nationalmuseum für Geschichte und Kunst vom 20. Oktober 2011 bis 2. September 2012.)